# Grand Prix Monako 1956
Grand Prix Monako 1956 (oryg. Grand Prix Automobile de Monaco) – 2. runda Mistrzostw Świata Formuły 1 w sezonie 1956, która odbyła się 13 maja 1956 po raz 3. na torze Circuit de Monaco.
14. Grand Prix Monako, 3. zaliczane do Mistrzostw Świata Formuły 1.

## Wyniki

### Kwalifikacje
Źródło: statsf1.com
| P                       | Nr | Kierowca                | Konstruktor(-silnik) | Opony | Czas   | Odstęp | Strata |
| ----------------------- | -- | ----------------------- | -------------------- | ----- | ------ | ------ | ------ |
| 1                       | 20 | Juan Manuel Fangio      | Ferrari              | E     | 1:44,0 | –      | –      |
| 2                       | 28 | Stirling Moss           | Maserati             | P     | 1:44,6 | +0,6   | +0,6   |
| 3                       | 22 | Eugenio Castellotti     | Ferrari              | E     | 1:44,9 | +0,3   | +0,9   |
| 4                       | 30 | Jean Behra              | Maserati             | P     | 1:45,3 | +0,4   | +1,3   |
| 5                       | 16 | Harry Schell            | Vanwall              | P     | 1:45,6 | +0,3   | +1,6   |
| 6                       | 14 | Maurice Trintignant     | Vanwall              | P     | 1:45,6 | +0,0   | +1,6   |
| 7                       | 32 | Cesare Perdisa          | Maserati             | P     | 1:46,0 | +0,4   | +2,0   |
| 8                       | 24 | Luigi Musso             | Ferrari              | E     | 1:46,8 | +0,8   | +2,8   |
| 9                       | 26 | Peter Collins           | Ferrari              | E     | 1:47,0 | +0,2   | +3,0   |
| 10                      | 10 | Mike Hawthorn           | BRM                  | D     | 1:49,3 | +2,3   | +5,3   |
| 11                      | 4  | Élie Bayol              | Gordini              | E     | 1:50,0 | +0,7   | +6,0   |
| 12                      | 2  | Robert Manzon           | Gordini              | E     | 1:50,3 | +0,3   | +6,3   |
| 13                      | 12 | Tony Brooks             | BRM                  | D     | 1:50,4 | +0,1   | +6,4   |
| 14                      | 6  | Hernando da Silva Ramos | Gordini              | E     | 1:50,6 | +0,2   | +6,6   |
| 15                      | 8  | Louis Rosier            | Maserati             | P     | 1:51,6 | +1,0   | +7,6   |
| 16                      | 18 | Horace Gould            | Maserati             | D     | 1:51,7 | +0,1   | +7,7   |
| Nie zakwalifikowali się |    |                         |                      |       |        |        |        |
|                         | 36 | Giorgio Scarlatti       | Ferrari              | P     | 2:09,1 | +17,4  | +25,1  |
| P                       | Nr | Kierowca                | Konstruktor(-silnik) | Opony | Czas   | Odstęp | Strata |

### Wyścig
Źródła: statsf1.com
| P                                                     | + / –     | Nr | Kierowca                               | Konstruktor | Opony | Okr.  | Czas / Strata | Komentarz              |
| ----------------------------------------------------- | --------- | -- | -------------------------------------- | ----------- | ----- | ----- | ------------- | ---------------------- |
| 1                                                     | 1         | 28 | Stirling Moss                          | Maserati    | P     | 100   | 3:00:32,9     |                        |
| 2                                                     | 7         | 26 | Peter Collins Juan Manuel Fangio       | Ferrari     | E     | 54 46 | +6,1          |                        |
| 3                                                     | 1         | 30 | Jean Behra                             | Maserati    | P     | 99    | +1 okr.       |                        |
| 4                                                     | 3         | 20 | Juan Manuel Fangio Eugenio Castellotti | Ferrari     | E     | 40 54 | +1 okr.       |                        |
| 5                                                     | 9         | 6  | Hernando da Silva Ramos                | Gordini     | E     | 93    | +7 okr.       |                        |
| 6                                                     | 5         | 4  | Élie Bayol André Pilette               | Gordini     | E     | 44    | +12 okr.      |                        |
| 7                                                     | Bez zmian | 32 | Cesare Perdisa                         | Maserati    | P     | 86    | +14 okr.      |                        |
| 8                                                     | 8         | 18 | Horace Gould                           | Maserati    | D     | 85    | +15 okr.      |                        |
| Niesklasyfikowani                                     |           |    |                                        |             |       |       |               |                        |
|                                                       |           | 2  | Robert Manzon                          | Gordini     | E     | 90    | +10 okr.      | hamulce                |
|                                                       |           | 8  | Louis Rosier                           | Maserati    | P     | 72    | +28 okr.      | silnik                 |
|                                                       |           | 22 | Eugenio Castellotti                    | Ferrari     | E     | 14    | +86 okr.      | sprzęgło               |
|                                                       |           | 14 | Maurice Trintignant                    | Vanwall     | P     | 13    | +87 okr.      | przegrzanie            |
|                                                       |           | 16 | Harry Schell                           | Vanwall     | P     | 2     | +98 okr.      | wypadek                |
|                                                       |           | 24 | Luigi Musso                            | Ferrari     | E     | 2     | +98 okr.      | wypadek                |
| Niezakwalifikowani                                    |           |    |                                        |             |       |       |               |                        |
|                                                       |           | 36 | Giorgio Scarlatti                      | Ferrari     | P     | 0     |               | nie zakwalifikował się |
| Nie wystartowali / niedopuszczeni do ponownego startu |           |    |                                        |             |       |       |               |                        |
|                                                       |           | 10 | Mike Hawthorn                          | BRM         | D     | 0     |               | silnik                 |
|                                                       |           | 12 | Tony Brooks                            | BRM         | D     | 0     |               | silnik                 |
|                                                       |           | 34 | Louis Chiron                           | Maserati    | P     | 0     |               | silnik                 |
| P                                                     | + / –     | Nr | Kierowca                               | Konstruktor | Opony | Okr.  | Czas / Strata | Komentarz              |

### Najszybsze okrążenie
Źródło: statsf1.com
| Nr | Kierowca           | Konstruktor | Czas   | Okr. |
| -- | ------------------ | ----------- | ------ | ---- |
| 26 | Juan Manuel Fangio | Ferrari     | 1:44,4 | 100  |

### Prowadzenie w wyścigu
Źródło: statsf1.com
| Nr                              | Kierowca      | Konstruktor | Okrążenia | Suma |
| ------------------------------- | ------------- | ----------- | --------- | ---- |
| 28                              | Stirling Moss | Maserati    | 1-100     | 100  |
| \| Wykres \| \| ------ \| \| \| |               |             |           |      |
| Wykres                          |               |             |           |      |
|                                 |               |             |           |      |

## Klasyfikacja po wyścigu
Pierwsza piątka otrzymywała punkty według klucza 8-6-4-3-2, 1 punkt przyznawany był dla kierowcy, który wykonał najszybsze okrążenie w wyścigu. Klasyfikacja konstruktorów została wprowadzona w 1958 roku. Liczone było tylko 5 najlepszych wyścigów danego kierowcy. W nawiasach podano wszystkie zebrane punkty, nie uwzględniając zasady najlepszych wyścigów.
Uwzględniono tylko kierowców, którzy zdobyli jakiekolwiek punkty
| P  | +/− | Kierowca                | Starty | Punkty | P1 | P2 | P3 | PP | NO | NS |
| -- | --- | ----------------------- | ------ | ------ | -- | -- | -- | -- | -- | -- |
| 1  | 0   | Jean Behra              | 2      | 10     | –  | 1  | 1  | –  | –  | –  |
| 2  | 0   | Juan Manuel Fangio      | 2      | 9      | 1  | 1  | –  | 2  | 2  | –  |
| 3  | N   | Stirling Moss           | 2      | 8      | 1  | –  | –  | –  | –  | 1  |
| 4  | −1  | Luigi Musso             | 2      | 4      | 1  | –  | –  | –  | –  | 1  |
| 5  | −1  | Mike Hawthorn           | 1      | 4      | –  | –  | 1  | –  | –  | –  |
| 6  | N   | Peter Collins           | 2      | 3      | –  | 1  | –  | –  | –  | 1  |
| 7  | −2  | Olivier Gendebien       | 1      | 2      | –  | –  | –  | –  | –  | –  |
| 7  | N   | Hernando da Silva Ramos | 1      | 2      | –  | –  | –  | –  | –  | –  |
| 9  | N   | Eugenio Castellotti     | 2      | 1,5    | –  | –  | –  | –  | –  | 1  |
| 10 | −4  | Gerino Gerini           | 1      | 1,5    | –  | –  | –  | –  | –  | –  |
| 10 | −4  | Chico Landi             | 1      | 1,5    | –  | –  | –  | –  | –  | –  |
| P  | +/− | Kierowca                | Starty | Punkty | P1 | P2 | P3 | PP | NO | NS |